# Generalni guverner Australije
Generalni guverner Australije (eng. Governor-General of the Commonwealth of Australia) je predstavnik monarha u Australiji (trenutno kralj Karlo III.)
Trenutni Generalna guvernerica Generali guverner Australije je Sam Mostyn.